# Netiv ha-Gdud
Netiv ha-Gdud (hebrejsky נְתִיב הַגְּדוּד, doslova „Cesta batalionu“, podle Židovské legie - hebrejsky גְּדוּד - Gdud ha-ivri, která procházela během první světové války touto oblastí, v oficiálním přepisu do angličtiny Netiv HaGedud, přepisováno též Netiv HaGdud) je vesnice typu mošav a izraelská osada na Západním břehu Jordánu v distriktu Judea a Samaří a v Oblastní radě Bik'at ha-Jarden.

## Geografie
Nachází se v nadmořské výšce 220 metrů pod úrovní moře v jižní části Jordánského údolí, cca 15 kilometrů severně od centra Jericha, cca 30 kilometrů severovýchodně od historického jádra Jeruzalému a cca 63 kilometrů východně od centra Tel Avivu.
Na dopravní síť Západního břehu Jordánu je napojen pomocí dálnice číslo 90 (takzvaná Gándhího silnice), hlavní severojižní dopravní osy Jordánského údolí. Mošav stojí cca 8 kilometrů od řeky Jordán, která zároveň tvoří mezinárodní hranici mezi Izraelem kontrolovaným Západním břehem Jordánu a Jordánským královstvím.
Vesnice je součástí územně souvislého pásu izraelských zemědělských osad, které se táhnou podél dálnice číslo 90. Jediným významnějším palestinským sídlem v okolí je vesnice al-Fasajil na severní straně tohoto sídelního pásu, do kterého ještě patří židovské zemědělské osady Peca'el, Tomer, Gilgal a Niran. Západně od Netiv ha-Gdud se zvedá z příkopové propadliny Jordánského údolí prudký svah hornatiny Samařska.

## Dějiny
Netiv ha-Gdud leží na Západním břehu Jordánu, jehož osidlování bylo zahájeno Izraelem po jeho dobytí izraelskou armádou, tedy po roce 1967. Jordánské údolí patřilo mezi oblasti, kde došlo k zakládání izraelských osad nejdříve. Takzvaný Alonův plán totiž předpokládal jeho cílené osidlování a anexi. Jako první v této části Jordánského údolí vznikla v roce 1970 osada Peca'el. Okolo ní pak postupně vznikaly další zemědělské obce.
Tato osada byla založena roku 1976. Už 20. února 1973 rozhodla izraelská vláda, že založí novou osadu nazývanou pracovně Peca'el Bet. Definitivně o zřízení nové vesnice rozhodla vláda 16. března 1975. K jejímu zbudování pak došlo v roce 1976.
Mošav se stále zaměřuje na zemědělství. Detailní územní plán obce umožňuje výhledovou kapacitu 100 bytů, z nichž zatím bylo postaveno cca 80. V další fázi územní plán předpokládá možnou výstavbu 100 bytových jednotek. Vedení obce chce zahájit výstavbu nové obytné čtvrti, která by do Netiv ha-Gdud měla přilákat mladé rodiny. Osada vznikla podle promyšleného urbanistického plánu identického jako v případě nedaleké osady Peca'el, kdy se jednotlivé farmy symetricky rozkládají okolo centrálního prostoru.
Počátkem 21. století nebyla Netiv ha-Gdud stejně jako celá plocha Oblastní rady Bik'at ha-Jarden zahrnuta do projektu Izraelské bezpečnostní bariéry. Izrael si od konce 60. let 20. století v intencích Alonova plánu hodlal celý pás Jordánského údolí trvale ponechat. Budoucnost vesnice zavisí na parametrech případné mírové dohody mezi Izraelem a Palestinci. Během druhé intifády nedošlo ve vesnici stejně jako téměř v celé oblasti Jordánského údolí k vážnějším teroristickým útokům.

## Demografie
Obyvatelstvo Netiv ha-Gdud je v databázi rady Ješa popisováno jako sekulární. Podle údajů z roku 2014 tvořili naprostou většinu obyvatel Židé (včetně statistické kategorie "ostatní", která zahrnuje nearabské obyvatele židovského původu ale bez formální příslušnosti k židovskému náboženství).
Jde o menší obec vesnického typu s dlouhodobě stagnující či spíše klesající populací. K 31. prosinci 2014 zde žilo 179 lidí. Během roku 2014 registrovaná populace stoupla o 5,3 %.
| Rok            | 1983 | 1993 | 1994 | 1995 | 1996 | 1997 | 1998 | 1999 | 2000 |
| -------------- | ---- | ---- | ---- | ---- | ---- | ---- | ---- | ---- | ---- |
| Počet obyvatel | 155  | 205  | 201  | 194  | 139  | 136  | 145  | 143  | 139  |

| Rok            | 2001 | 2002 | 2003 | 2004 | 2005 | 2006 | 2007 | 2008 | 2009 | 2010 | 2011 | 2012 | 2013 | 2014 |
| -------------- | ---- | ---- | ---- | ---- | ---- | ---- | ---- | ---- | ---- | ---- | ---- | ---- | ---- | ---- |
| Počet obyvatel | 133  | 132  | 120  | 132  | 127  | 125  | 114  | 108  | 175  | 185  | 175  | 162  | 170  | 179  |